# Усадьба П. И. Духонина — М. И. Подуруевой
Усадьба П. И. Духонина — М. И. Подуруевой — объект культурного наследия Республики Татарстан. Расположен в городе Казани на улице Лобачевского, дом 10. Главный дом, сад и ограда усадьбы являются памятниками архитектуры местного значения. Флигель усадьбы является выявленным объектом культурного наследия.

## История
В 1906 году на месте старого деревянного дома для семьи Подуруевых был выстроен каменный особняк, состоявший из двух объемов — двухэтажного и трёхэтажного. Здание было выстроено по проекту архитектора Ф. Р. Амлонга в стиле эклектики с элементами барокко. В отделке фасадов были использованы рустовка пилястр, альковы со скульптурами при входе, плоские замковые украшения. Одновременно была возведена ажурная кованая ограда на каменных столбах. Также особняк отличался богатством отделки интерьеров.
После революции здание было национализировано и перешло во владение губернского ЧК. В 1918 году в здании содержались приговорённые к расстрелу граждане, в том числе А. Н. Баратынский. С 1920-х годов и вплоть до 1986 года особняк использовался под коммунальное жильё. В настоящее время главное здание находится в пользовании Союза композиторов Республики Татарстан